# Jordan Levasseur
Jordan Levasseur (Saint-Saire, 29 mei 1995) is een Frans baan- en wegwielrenner die tot 2017 reed voor Armée de Terre, vanaf 2020 komt rijdt hij voor Natura4Ever-Roubaix-Lille Métropole.

## Carrière
Als junior werd Levasseur in 2012, samen met Julien Delerin, derde op het nationale kampioenschap ploegkoers. Een jaar later werd hij, samen met Lucas Destang, Damien Touzé en Florian Leroyer nationaal kampioen ploegenachtervolging. Op het Europese kampioenschap won hij met Corentin Ermenault de ploegkoers, werd hij tweede in de ploegenachtervolging en veroverde hij de bronzen medaille in het omnium.
In 2016 werd Levasseur, samen met Benjamin Thomas, nationaal kampioen ploegkoers bij de eliterenners. Twee dagen eerder was hij al derde geworden in de ploegenachtervolging. Op de weg won hij in 2017 de laatste etappe van de Paris-Arras Tour, waardoor hij de leiderstrui overnam van Jacob Hennessy en zo het eindklassement op zijn naam schreef.

## Baanwielrennen

### Palmares
| Jaar     | FK                               | EK                                       | WK       | Overig   |
| Junioren | Junioren                         | Junioren                                 | Junioren | Junioren |
| -------- | -------------------------------- | ---------------------------------------- | -------- | -------- |
| 2012     | Ploegkoers                       |                                          |          |          |
| 2013     | Ploegenachtervolging             | Ploegkoers, Ploegenachtervolging, Omnium |          |          |
| Elite    |                                  |                                          |          |          |
| 2016     | Ploegkoers, Ploegenachtervolging |                                          |          |          |

## Wegwielrennen

### Overwinningen
2017
3e etappe Paris-Arras Tour
Eindklassement Paris-Arras Tour
Grand Prix de la ville de Nogent-sur-Oise
2019
3e etappe Ronde de l'Oise
2020
Eindklassement La Tropicale Amissa Bongo

### Resultaten in voornaamste wedstrijden
|      | \| Jaar \| Parijs-Tours \| \| ---- \| ------------ \| \| 2017 \| 76e \| \| 2018 \| \| \| 2019 \| \| \| 2020 \| 96e \| |
| Jaar | Parijs-Tours |
| 2017 | 76e |
| 2018 | |
| 2019 | |
| 2020 | 96e |

## Ploegen
- 2015 –  Équipe Cycliste Armée de Terre
- 2016 –  Armée de Terre
- 2017 –  Armée de Terre
- 2020 –  Natura4Ever-Roubaix-Lille Métropole

Alaphilippe · Armirail · Barbas · Bodiot · Canal · Duval · Ferasse · Guyot · Le Roux · Lebreton · Levasseur · Mainard · Penven · Poulhiès · Raibaud · Rostollan · Sinner · Thomas · Yssaad